# Pablo Torre
Pablo Torre Carral (ur. 3 kwietnia 2003 w Soto de la Marina) – hiszpański piłkarz, grający na pozycji ofensywnego pomocnika w klubie RCD Mallorca. 

## Kariera klubowa
Jest prawonożnym ofensywnym pomocnikiem, mierzy 173 cm wzrostu i waży blisko 69 kg.
Swoją karierę rozpoczynał w rodzinnym mieście. W wieku 12 lat przeniósł się do akademii drużyny Racing Santander, gdzie po 5 latach treningów podpisał profesjonalny kontrakt. Regularnie występował na poziomie trzeciej ligi hiszpańskiej.
1 lipca 2022 za kwotę 6 milionów euro przeszedł do FC Barcelony. W sezonie 2022/2023 wystąpił w 13 meczach zdobywając 1 gola i 2 asysty. 7 września 2022 zadebiutował w Lidze Mistrzów, wchodząc z ławki za Francka Kessiégo, w wygranym 5:1 meczu przeciwko Viktorii Pilzno.
18 lipca 2023 został wypożyczony do Girony. Podczas sezonu w Gironie wystąpił w 29 meczach, strzelając jedną bramkę i notując dwie asysty.
W sezonie 2024/2025 w barwach Barcelony wystąpił w 14 spotkaniach strzelając 4 bramki i notując 3 asysty
14 lipca 2025 ogłoszony został jego transfer do RCD Mallorca za 5 milionów euro.

## Kariera reprezentacyjna
Jest reprezentantem Hiszpanii U-21, w której zadebiutował 18 listopada 2022. Wcześniej reprezentował też drużynę U-17 oraz U-19.

## Sukcesy

### FC Barcelona
- Mistrzostwo Hiszpanii: 2022/2023, 2024/2025
- Superpuchar Hiszpanii: 2022/2023, 2024/2025
- Puchar Króla: 2024/2025